# فقط آزاد باش
فقط آزاد باش (انگلیسی: Just Be Free) یک آلبوم آزمایشی از خواننده آمریکایی کریستینا آگیلرا است. این آلبوم در ۲۱ اوت ۲۰۰۱ منتشر شد.